# 台中州

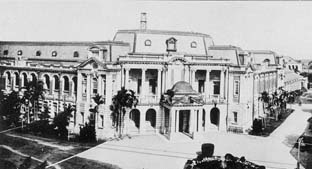
旧台中州庁舍、森山松之助設計

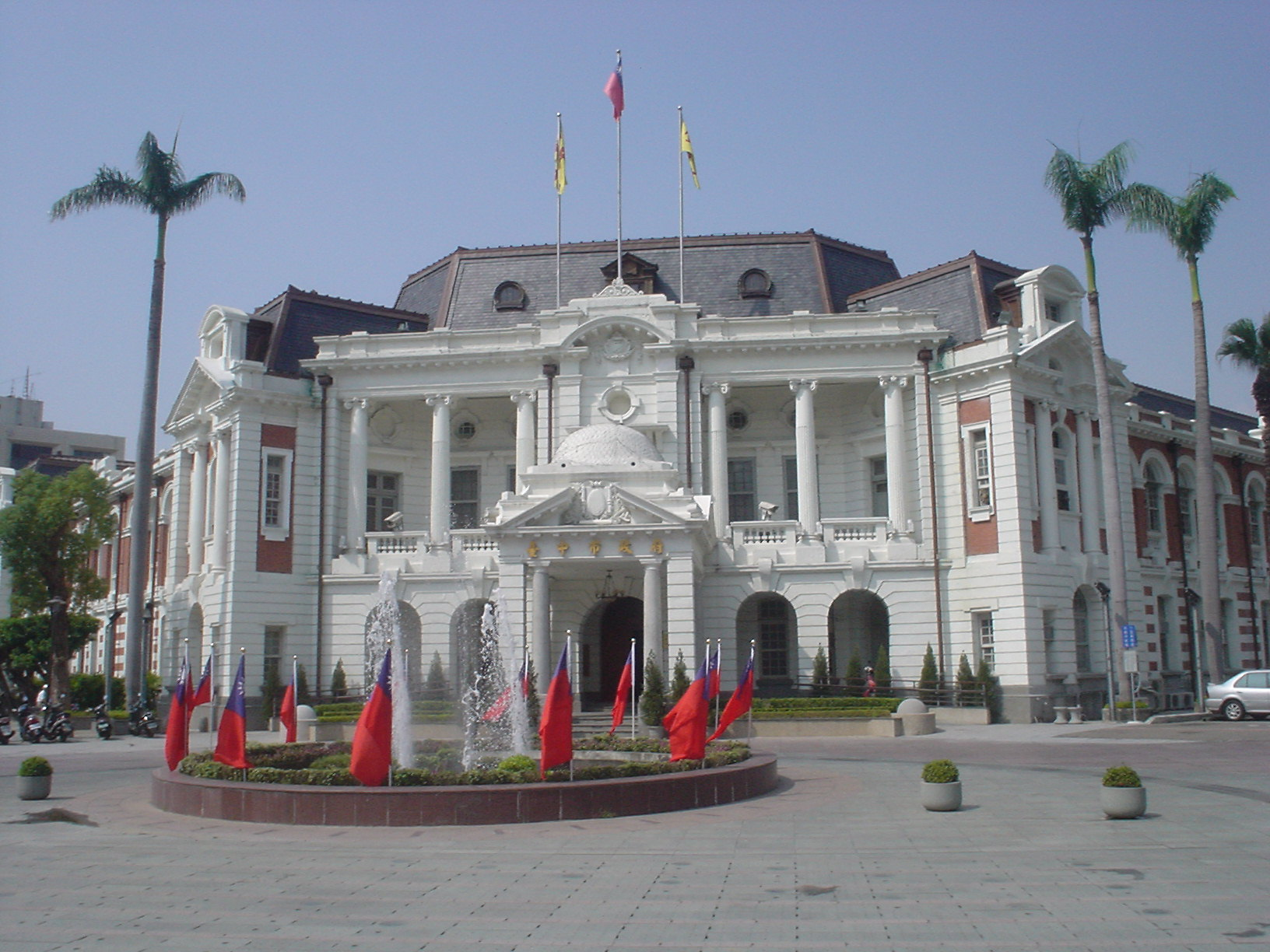
台中州庁舎の現状、現在は現代美術館とする為修復工事中

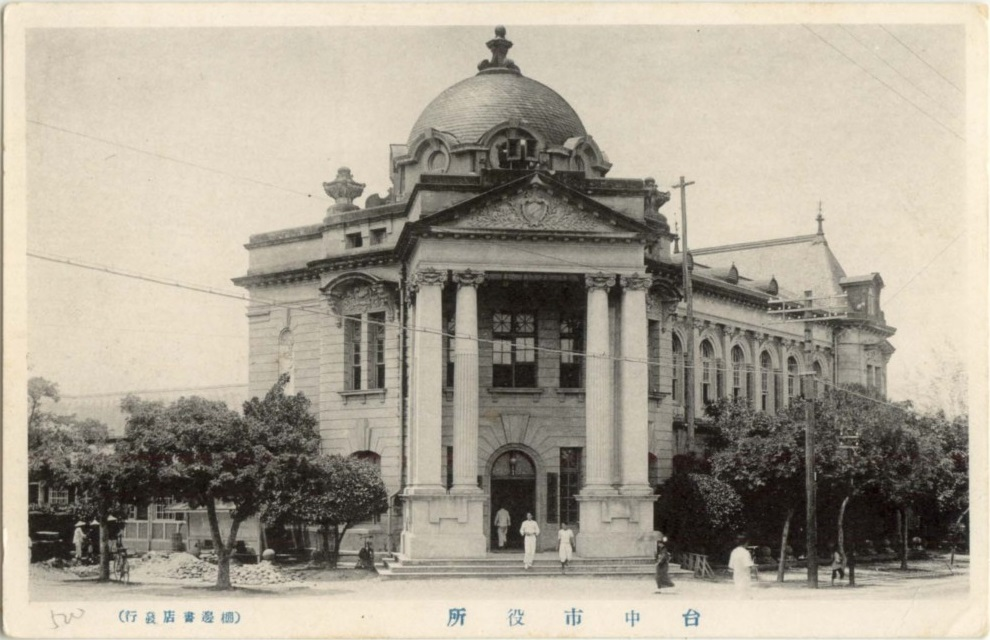
台中市役所

台中州（臺中州、たいちゅうしゅう）は、かつて台湾の地方行政区分だった五州三庁の一つで、現在の台中市、彰化県、南投県を合わせた地域にあたる。

## 人口
1941年(昭和16年)台湾常住戸口統計より
- 総人口：138万187人
  - 内訳
    - 内地人：4万6371人
    - 台湾人：132万9620人
    - 朝鮮人：333人
    - その他：3863人

## 行政区分
- 1945年当時

1925年の台中州

- 背景色が■である部分は1945年以前に廃止された行政区分

### 市
| 市     | 現在の行政区分 | 現在の行政区分               | 備考 |
| ------ | -------------- | ---------------------------- | ---- |
| 台中市 | 台中市         | 中区、東区、西区、南区、北区 |      |
| 彰化市 | 彰化市         | 1933年彰化郡彰化街より昇格   |      |

### 郡・街庄
| 郡       | 街庄   | 現在の行政区分 | 現在の行政区分       | 備考                         |
| -------- | ------ | -------------- | -------------------- | ---------------------------- |
| 大 屯 郡 | 大里庄 | 台 中 市       | 大里区               |                              |
| 大 屯 郡 | 霧峰庄 | 台 中 市       | 霧峰区               |                              |
| 大 屯 郡 | 太平庄 | 台 中 市       | 太平区               |                              |
| 大 屯 郡 | 北屯庄 | 台 中 市       | 北屯区               |                              |
| 大 屯 郡 | 西屯庄 | 台 中 市       | 西屯区               |                              |
| 大 屯 郡 | 南屯庄 | 台 中 市       | 南屯区               |                              |
| 大 屯 郡 | 烏日庄 | 台 中 市       | 烏日区               |                              |
| 豊 原 郡 | 豊原街 | 台 中 市       | 豊原区               |                              |
| 豊 原 郡 | 内埔庄 | 台 中 市       | 后里区               |                              |
| 豊 原 郡 | 神岡庄 | 台 中 市       | 神岡区               |                              |
| 豊 原 郡 | 大雅庄 | 台 中 市       | 大雅区               |                              |
| 豊 原 郡 | 潭子庄 | 台 中 市       | 潭子区               |                              |
| 東 勢 郡 | 東勢街 | 台 中 市       | 東勢区               |                              |
| 東 勢 郡 | 石岡庄 | 台 中 市       | 石岡区               |                              |
| 東 勢 郡 | 新社庄 | 台 中 市       | 新社区               |                              |
| 東 勢 郡 | 蕃地   | 台 中 市       | 和平区               |                              |
| 大 甲 郡 | 大甲街 | 台 中 市       | 大甲区               |                              |
| 大 甲 郡 | 清水街 | 台 中 市       | 清水区               |                              |
| 大 甲 郡 | 梧棲街 | 台 中 市       | 梧棲区               |                              |
| 大 甲 郡 | 外埔庄 | 台 中 市       | 外埔区               |                              |
| 大 甲 郡 | 大安庄 | 台 中 市       | 大安区               |                              |
| 大 甲 郡 | 龍井庄 | 台 中 市       | 龍井区               |                              |
| 大 甲 郡 | 大肚庄 | 台 中 市       | 大肚区               |                              |
| 彰 化 郡 | 鹿港街 | 彰 化 県       | 鹿港鎮               |                              |
| 彰 化 郡 | 和美街 | 彰 化 県       | 和美鎮               |                              |
| 彰 化 郡 | 線西庄 | 彰 化 県       | 線西郷、伸港郷       |                              |
| 彰 化 郡 | 福興庄 | 彰 化 県       | 福興郷               |                              |
| 彰 化 郡 | 秀水庄 | 彰 化 県       | 秀水郷               |                              |
| 彰 化 郡 | 花壇庄 | 彰 化 県       | 花壇郷               |                              |
| 彰 化 郡 | 芬園庄 | 彰 化 県       | 芬園郷               |                              |
| 彰 化 郡 | 大竹庄 | 彰 化 県       | 彰化市の一部         | 1933年廃庄され、彰化市に編入 |
| 彰 化 郡 | 南郭庄 | 彰 化 県       | 彰化市の一部         | 1933年廃庄され、彰化市に編入 |
| 員 林 郡 | 員林街 | 彰 化 県       | 員林鎮               |                              |
| 員 林 郡 | 渓湖街 | 彰 化 県       | 渓湖鎮               |                              |
| 員 林 郡 | 田中街 | 彰 化 県       | 田中鎮               |                              |
| 員 林 郡 | 大村庄 | 彰 化 県       | 大村郷               |                              |
| 員 林 郡 | 埔塩庄 | 彰 化 県       | 埔塩郷               |                              |
| 員 林 郡 | 坡心庄 | 彰 化 県       | 埔心郷               |                              |
| 員 林 郡 | 永靖庄 | 彰 化 県       | 永靖郷               |                              |
| 員 林 郡 | 社頭庄 | 彰 化 県       | 社頭郷               |                              |
| 員 林 郡 | 二水庄 | 彰 化 県       | 二水郷               |                              |
| 北 斗 郡 | 北斗街 | 彰 化 県       | 北斗鎮               |                              |
| 北 斗 郡 | 二林街 | 彰 化 県       | 二林鎮               |                              |
| 北 斗 郡 | 田尾庄 | 彰 化 県       | 田尾郷               |                              |
| 北 斗 郡 | 埤頭庄 | 彰 化 県       | 埤頭郷               |                              |
| 北 斗 郡 | 沙山庄 | 彰 化 県       | 芳苑郷               |                              |
| 北 斗 郡 | 大城庄 | 彰 化 県       | 大城郷               |                              |
| 北 斗 郡 | 竹塘庄 | 彰 化 県       | 竹塘郷               |                              |
| 北 斗 郡 | 渓州庄 | 彰 化 県       | 渓州郷               |                              |
| 南 投 郡 | 南投街 | 南 投 県       | 南投市               |                              |
| 南 投 郡 | 草屯街 | 南 投 県       | 草屯鎮               |                              |
| 南 投 郡 | 中寮庄 | 南 投 県       | 中寮郷               |                              |
| 南 投 郡 | 名間庄 | 南 投 県       | 名間郷               |                              |
| 新 高 郡 | 集集街 | 南 投 県       | 集集鎮、水里郷の一部 |                              |
| 新 高 郡 | 魚池庄 | 南 投 県       | 魚池郷の一部         |                              |
| 新 高 郡 | 蕃地   | 南 投 県       | 信義郷、魚池郷の一部 |                              |
| 能 高 郡 | 埔里街 | 南 投 県       | 埔里鎮の一部         |                              |
| 能 高 郡 | 国姓庄 | 南 投 県       | 国姓郷               |                              |
| 能 高 郡 | 蕃地   | 南 投 県       | 仁愛郷、埔里鎮の一部 |                              |
| 竹 山 郡 | 竹山街 | 南 投 県       | 竹山鎮               |                              |
| 竹 山 郡 | 鹿谷庄 | 南 投 県       | 鹿谷郷、水里郷の一部 |                              |

### （戦後）
- 台中市と彰化市は台湾省へ移管、台中県より離脱。
- 1946年9月台中県政府は員林鎮へ移転。員林区廃区、同区管内の街庄は彰化区へ移管。彰化区公所は鹿港鎮へ移転。
- 1947年2月北屯郷・西屯郷・南屯郷は台中市へ移管。
- 1948年5月新高区は玉山区と改名。
- 1949年3月中峰区設置、全部の蕃地は中峰区へ移管。
- 1950年全ての区を廃止。旧南投・新高・能高・竹山区管内の郷鎮は南投県に、旧大屯・大甲・豊原・東勢区管内の郷鎮は台中県に、旧彰化・員林・北斗郡管内の郷鎮は彰化県に統合、彰化市は彰化県へ移管。
- 2010年12月25日台中県と台中市を合併して、新たに中華民国の直轄市となった。

## 歴代知事
- 加福豐次：1920年9月1日 -
- 立川連：1921年2月1日 -
- 常吉徳寿：1922年5月15日 - 1924年12月23日
- 本山文平：1924年12月25日 -
- 三浦碌郎：1926年10月12日 -
- 佐藤続：1927年7月22日 -
- 生駒高常：1928年7月21日 -
- 水越幸一：1929年7月9日 -
- 太田吾一：1931年1月20日 -
- 竹下豊次：1932年3月15日 -
- 日下辰太：1935年1月15日 -
- 松岡一衛：1936年10月16日 -
- 奥田達郎：1939年12月27日 -
- 森田俊介：1941年5月14日 -
- 清水七郎：1944年3月20日 -

## 医療
- 台湾総督府鉄道局台北鉄道病院彰化分院
- 台湾総督府台中病院（現 衛生福利部台中病院）
- 宮原眼科

## 法院（裁判所）
昭和20年（1945年）当時

(審判の行うことの無かったものを「裁判所」とカウントしなかった)（沿革略）
- 台中地方法院

## 刑務所

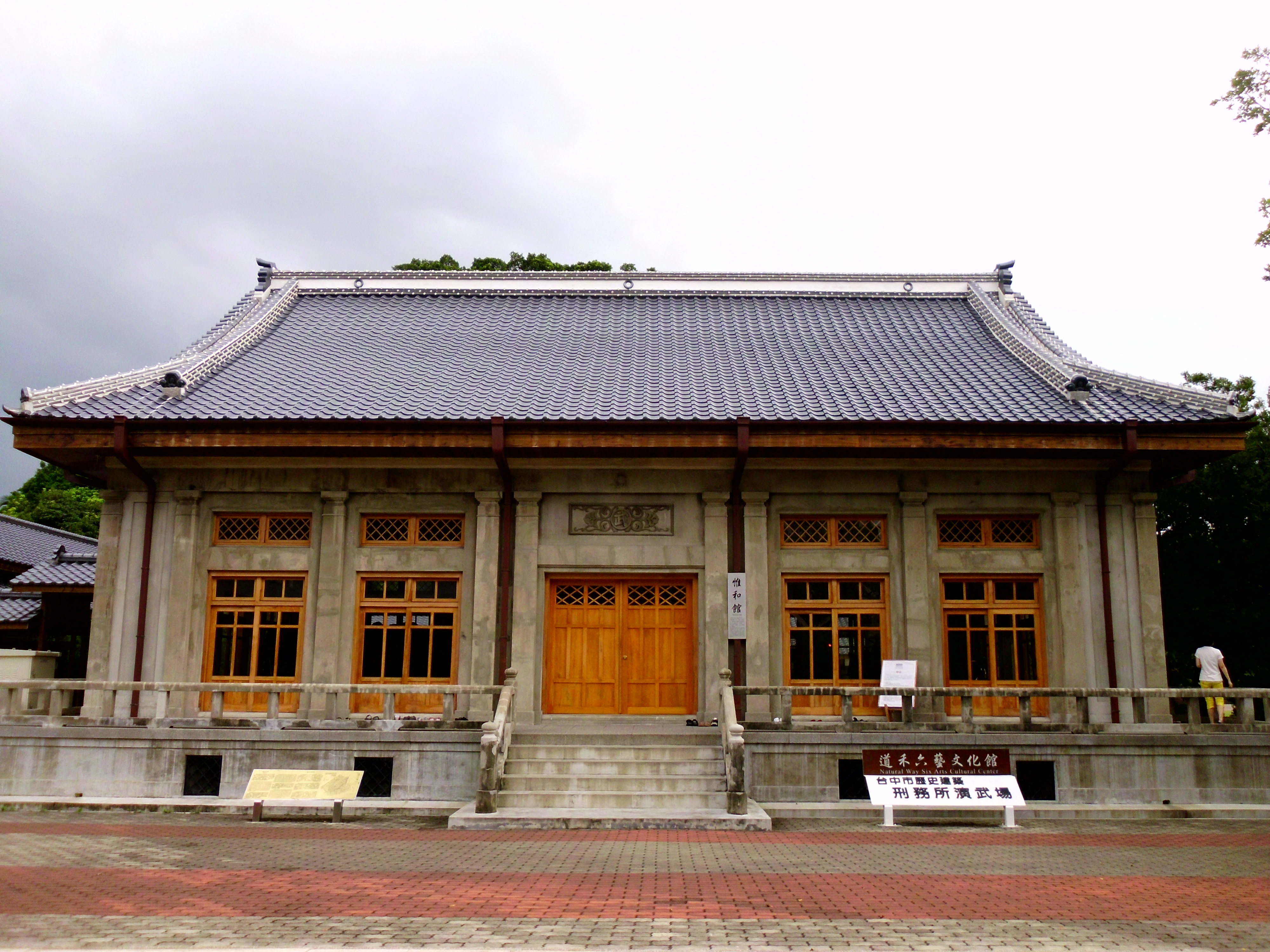
台中刑務所演武場の現状

昭和7年（1932年）当時
- 台中刑務所

## 警察

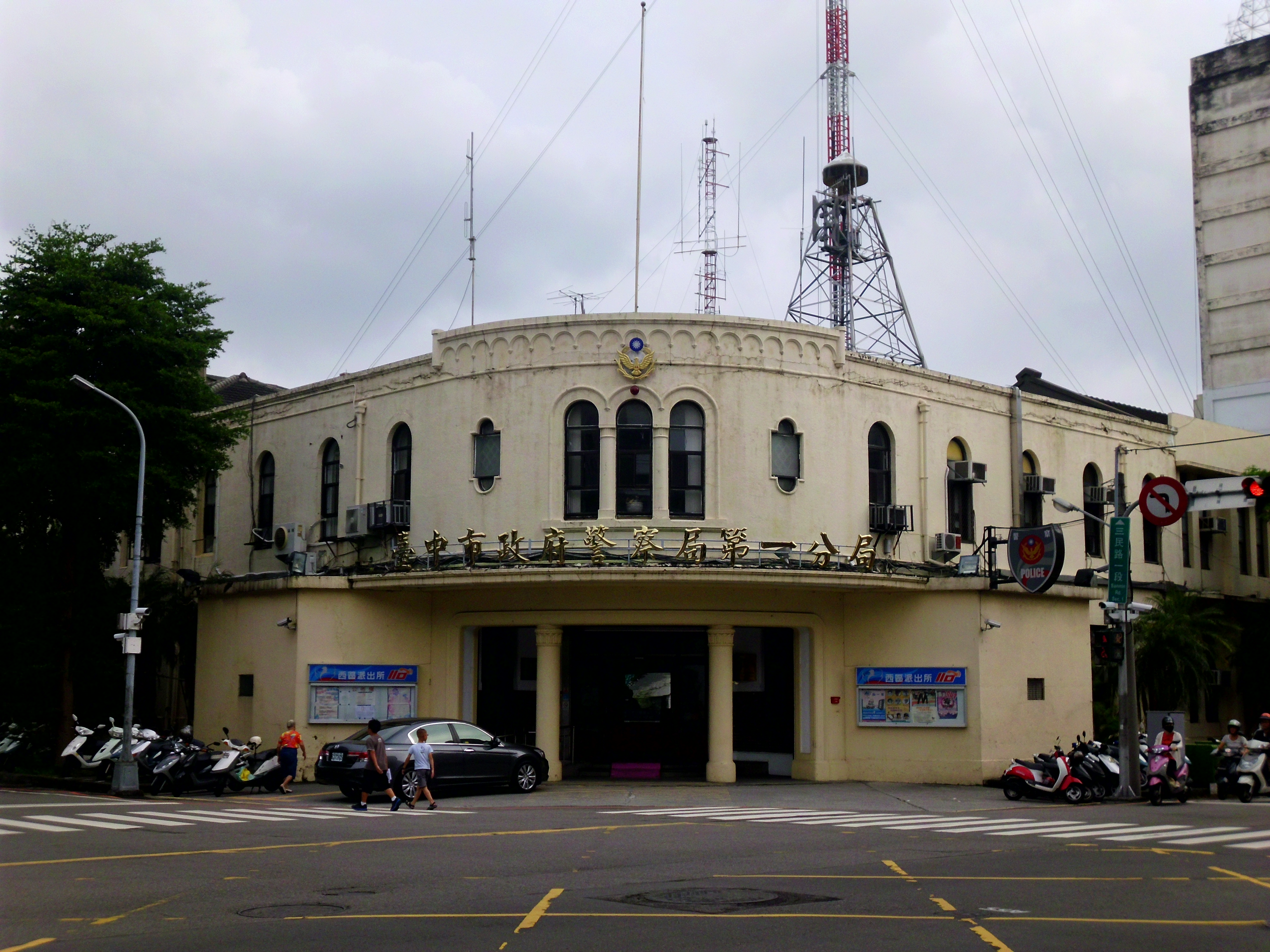
台中警察署。現在は台中市政府警察局第一分局の庁舎として使われている。

昭和20年（1945年）当時
- 台中州警務部
  - 台中警察署
  - 彰化警察署
  - 大屯郡警察課
  - 豊原郡警察課
  - 東勢郡警察課
  - 大甲郡警察課
  - 彰化郡警察課
  - 員林郡警察課
  - 北斗郡警察課
  - 南投郡警察課
  - 新高郡警察課
  - 能高郡警察課
  - 竹山郡警察課

## 林政
昭和7年（1932年）当時
- 営林所台中出張所

## 専売局
昭和20年（1945年）当時
- 台中支局（専売局）
  - 台中酒工場
  - 台中支局埔里出張所
    - 埔里酒工場

## 気象
昭和17年（1942年）当時
- 台中測候所

## 教育

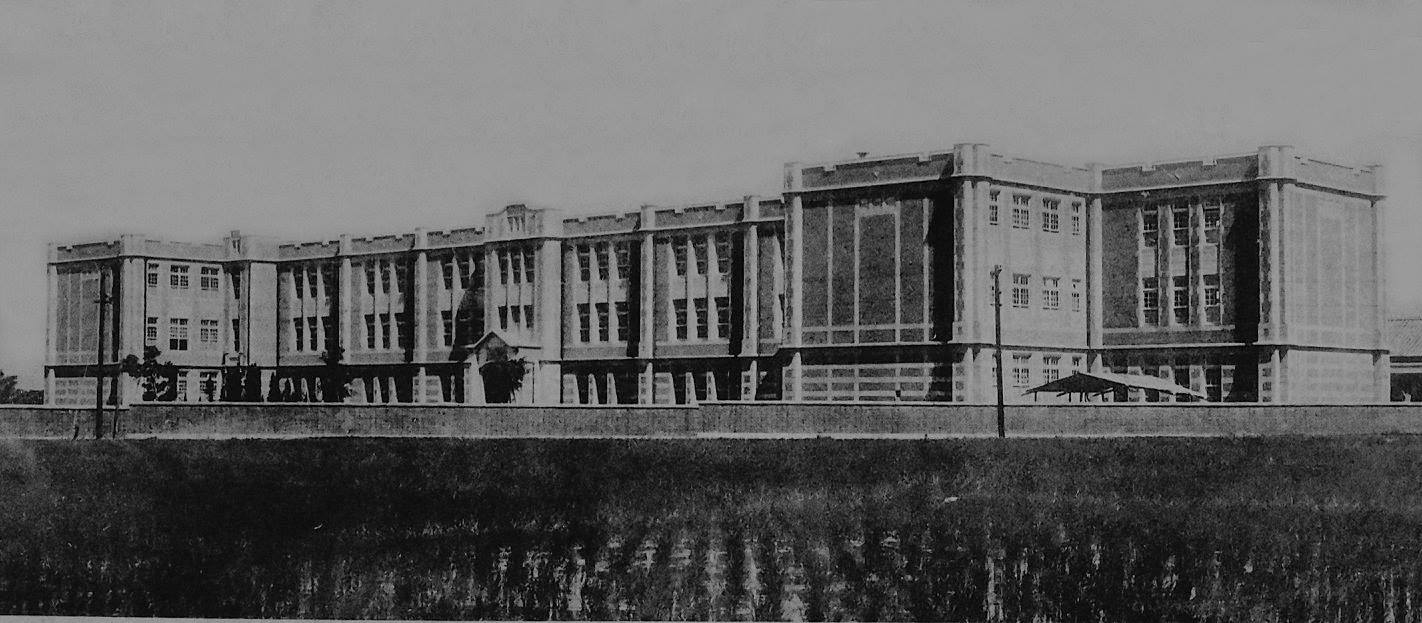
台中師範学校（現 国立台中教育大学）

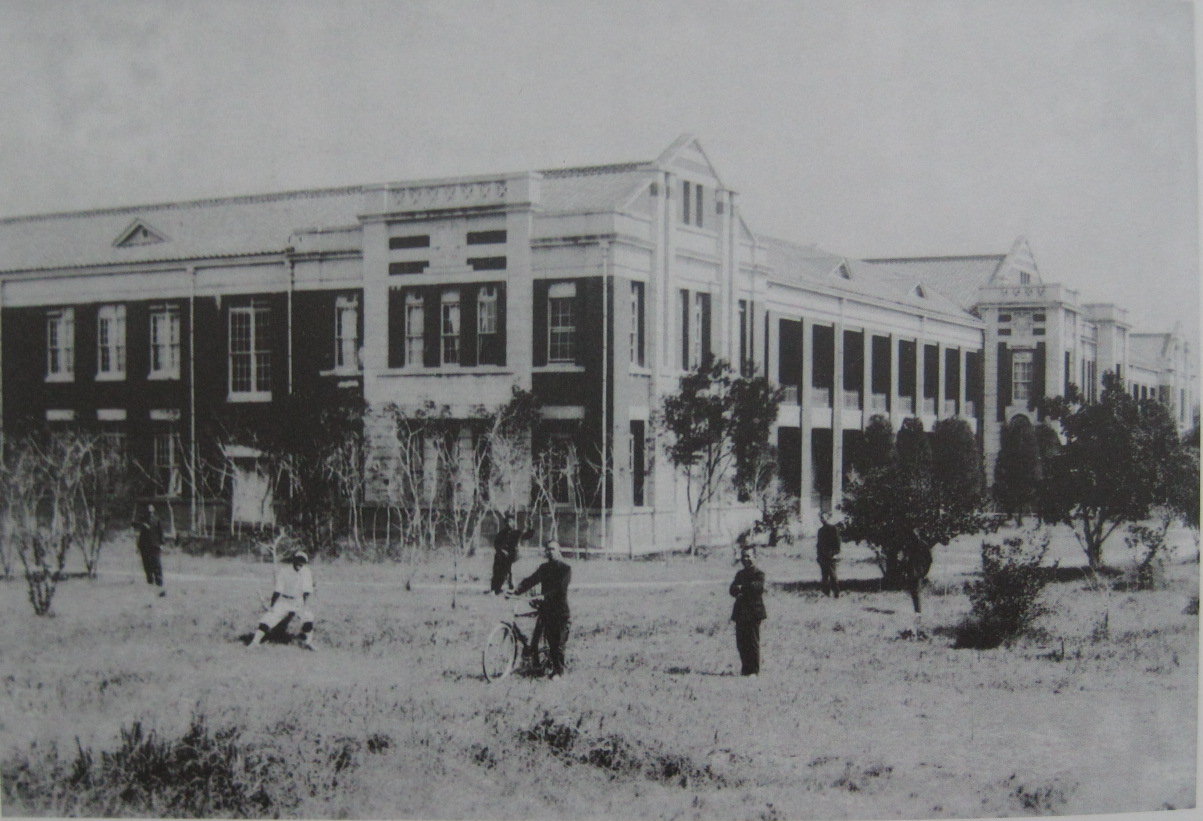
台中州立台中第一中学校

### 高等教育機関
- 台中農林専門学校（旧台北高等農林学校→台北帝国大学附属農林専門部、現 国立中興大学）
- 台中師範学校（現 国立台中教育大学）
- 彰化青年師範学校（廃止）

### 中等教育学校
- 台中州立台中第一中学校(現 国立台中第一高級中学)
- 台中州立台中第二中学校(現 国立台中第二高級中学)
- 台中州立彰化中学校(現 国立彰化高級中学)
- 台中州立台中第一高等女学校(現 国立台中女子高級中学)
- 台中州立台中第二高等女学校(台中第二中学校と統合)
- 台中州立彰化高等女学校(現 国立彰化女子高級中学)
- 台中州立台中工業学校(現 国立台中高級工業職業学校)
- 台中州立彰化工業学校(現 国立彰化師範大学附属高級工業職業学校)
- 台中州立台中商業学校(現 国立台中技術学院)
- 台中州立彰化商業学校(現 国立彰化高級商業職業学校)
- 台中州立台中農業学校(現 国立台中高級農業職業学校)
- 台中州立員林農業学校(現 国立員林高級農工職業学校)
- 私立台中商業専修学校（現・私立新民高級中学（中国語版））

## 鉄道

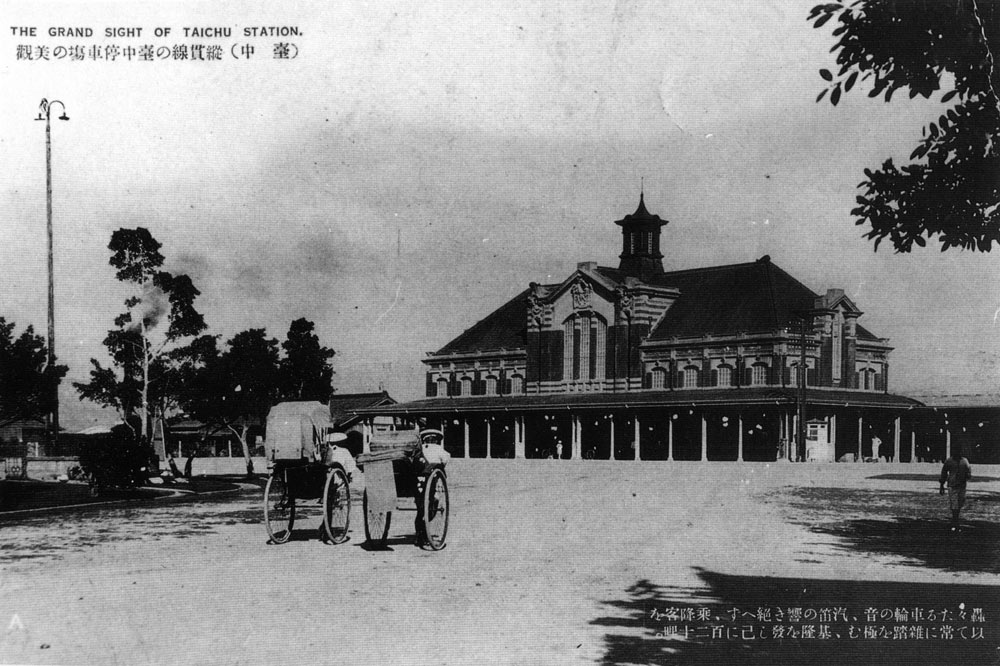
台中驛

昭和19年（1944年）の路線

### 総督府鉄道
- 縦貫線
- 台中線
- 集々線
- 東勢線（未成線）
- 新高築港専用鉄道（未成線）

## 道路
昭和14年（1939年）当時

### 指定道路
- 縦貫道路
- 后里大甲道
- 豊原三叉道
- 豊原東勢道
- 公館清水道
- 沙鹿梧棲道
- 沙鹿塗葛堀道
- 大肚沙鹿道
- 王田塗葛堀道
- 台中南屯道
- 台中沙鹿道
- 台中公館道
- 台中南投道
- 彰化和美道
- 彰化鹿港道
- 員林鹿港道
- 員林林内道
- 田中北斗道
- 北斗沙山道
- 草屯埔里道
- 南投埔里道
- 南投竹山道
- 二水集集道
- 竹山林内道

## 港湾
昭和13年（1938年）当時

### 特別輸出入港（対中貿易専用港）
- 鹿港

## 神社
- 台中神社
- 彰化神社
- 員林神社
- 清水神社
- 豊原神社
- 東勢神社
- 竹山神社
- 北斗神社
- 田中神社
- 鹿港神社
- 秀水神社
- 能高神社
- 南投神社
- 魚池神社

## 国立公園
- 次高タロコ国立公園
- 新高阿里山国立公園

## 企業
州内に本社を有する資本金50万円以上の企業である（昭和7年・1932年当時）

### 農林水産業
- 三五実業
- 中南拓殖
- 布嶼拓殖
- 瑞裕拓残
- 台湾青果

### 鉱業
- 南投炭鉱

### 製造業
- 新高製糖
- 帝国製糖
- 沙轆製糖
- 海南製粉

- 豊原製紙製材
- 台湾製麻
- 鹿港製塩
- 南投興業

### 運輸業
- 台中軽鉄

### 卸売小売業
- 台湾物産商事
- 大豊拓殖
- 台湾拓殖産業
- 禎祥拓殖
- 呉鸞旅実業
- 大全興業

### 金融業

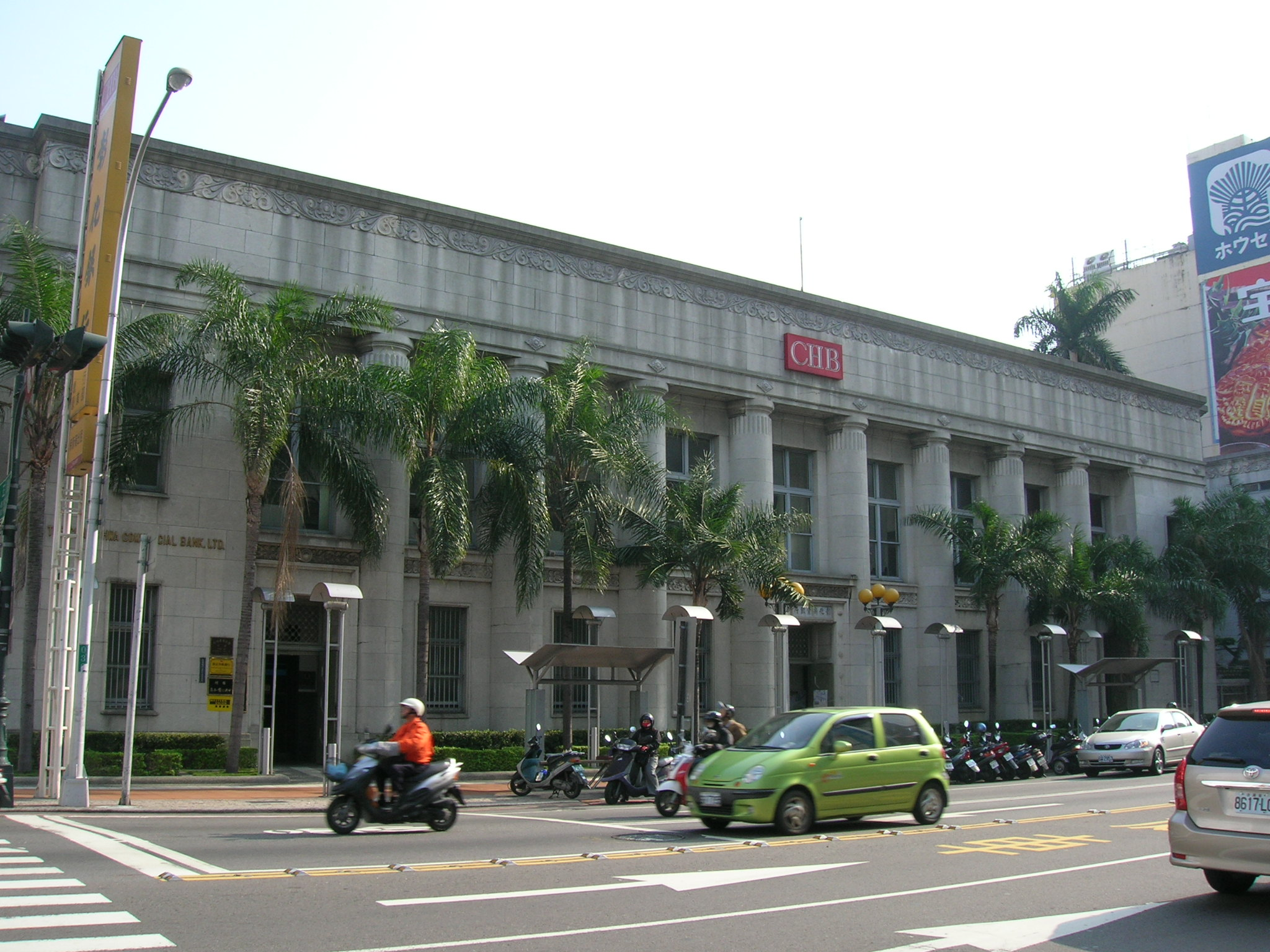
彰化銀行の現状

- 彰化銀行
- 台中恒産信託
- 台中産業信託
- 鹿港物産信託
- 大東信託
- 台中信用組合（現・三信商業銀行）

## マスメディア

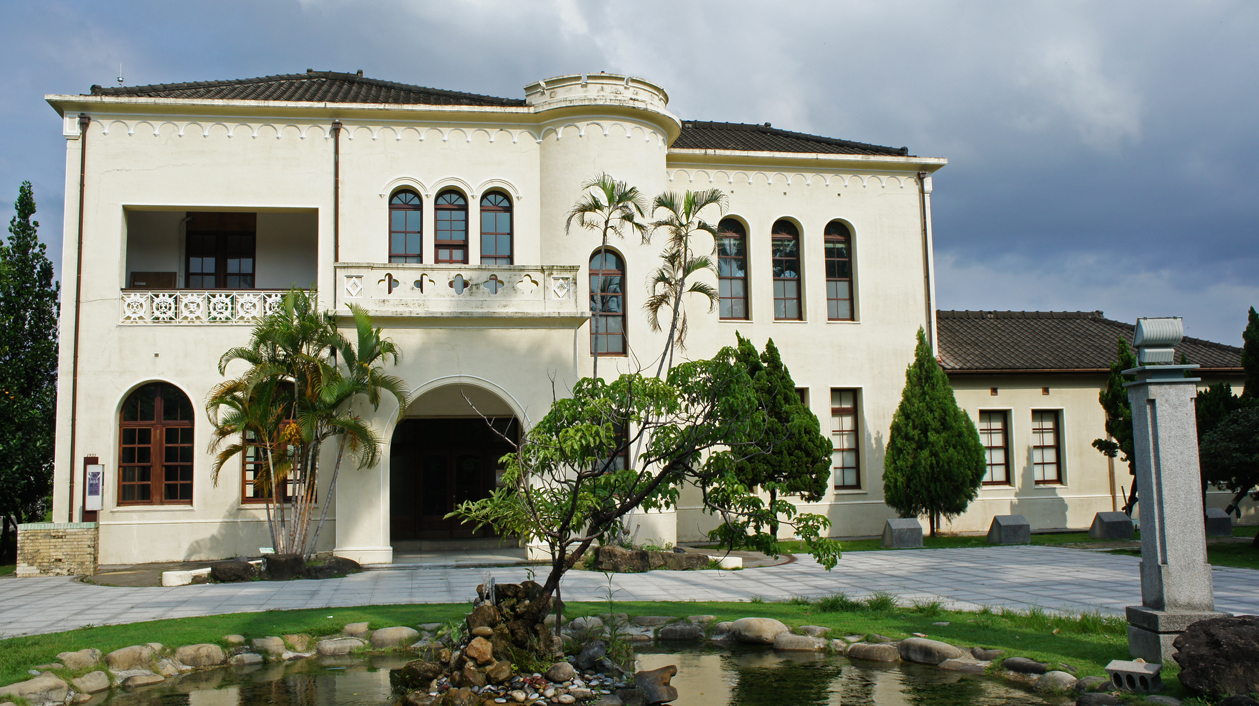
台中放送局の現状

### ラジオ放送局
昭和20年（1945年）8月当時
- 台湾放送協会台中放送局（呼出符号JFCK）

### 日本語新聞
昭和7年（1932年）当時
- 台湾新聞

## 出身有名人
この時代に生まれ育つか、または活躍した者を掲載
- 許世楷（政治家・台北駐日経済文化代表処代表）
- モーナ・ルダオ（霧社事件の首謀者）
- 林献堂（文化人・政治家）
- 辜顕栄（資産家・貴族院議員）
- 謝雪紅（政治活動家・台湾共産党員）
- 蔡焜燦（実業家）
- 宮原武熊（宮原眼科を経営していた日本の医学博士で台中州議会議員や台中商業専修学校校長も務めた。）
- 林月雲（陸上競技選手[1]）